# Anapu
Anapu è un comune del Brasile nello Stato del Pará, parte della mesoregione del Sudoeste Paraense e della microregione di Altamira.